# Abschnittsbefestigung Ha-Knock
Die Abschnittsbefestigung Ha-Knock ist eine abgegangene vorgeschichtliche Befestigungsanlage bei Friesen, im gemeindefreien Gebiet Eichwald im oberfränkischen Landkreis Bamberg in Bayern, Deutschland. Sie befindet sich wie mehrere weitere Befestigungen auf einem Dogger-Ausläufer der Friesener Warte, dem namensgebenden Bergsporn Ha-Knock, etwa 1200 Meter nördlich der katholischen Kapelle St. Maria in Friesen. Über die Abschnittsbefestigung sind keine geschichtlichen oder archäologischen Informationen bekannt. Sie wird grob als vorgeschichtlich datiert, Funde von der Befestigung sind nicht bekannt. Erhalten hat sich von der Anlage nur ein Abschnittswall mit Graben, die Stelle ist als Bodendenkmal Nummer D-4-6132-0077 „Vorgeschichtliche Abschnittsbefestigung“ geschützt.

## Beschreibung
Die Befestigung befindet sich auf etwa 430 m ü. NN Höhe auf dem Ha-Knock und damit rund 150 Höhenmeter über dem Talgrund des Ziegenbaches. Der Ha-Knock ist ein rund 250 Meter langer und 30 bis 35 Meter breiter Hangsporn, der sich aus der 522 m ü. NN hohen Warte mit ihrem Segelfluggelände Friesener Warte sowie der großen spätlatènezeitlichen Abschnittsbefestigung Warte, in die später ein mittelalterlicher Ringwall eingebaut wurde, auf etwa der halben Hanghöhe nach Nordnordwesten erstreckt. Die Nordnordostseite des Spornes fällt steil in das Tal des Erlengrabens ab, die Südsüdwestseite sowie die Spornspitze in das des Winkelgrabens und seiner Nebengewässer. Diese drei Seiten waren von Natur aus gut gegen eine Annäherung geschützt, nur die südsüdöstliche Schmalseite, die steil bis zum Gipfelpunkt der Friesener Warte ansteigt, musste durch einen nach außen vorgewölbten Abschnittswall mit vorgelegtem Graben gesichert werden. Dieser Wall ist von innen gemessen noch etwa einen halben Meter hoch erhalten, der Graben weist, vom Vorgelände aus gemessen, noch eine Tiefe von ebenfalls einem halben Meter auf, die Sprunghöhe, also die Differenz zwischen Wallkrone und Grabensohle, beträgt 1,7 Meter. Diese Wall-Graben-Abschnittsbefestigung ist nur noch in ihrem östlichen Bereich erhalten, der restliche Teil ist durch einen Hohlweg zerstört worden.
Etwa 40 Meter weiter nördlich überquert ein weiterer, 40 Meter langer und bis zu 1,5 Meter hoher Abschnittswall den Bergsporn, sein Ostteil ist ebenfalls durch eine rezente Wegedurchführung zerstört worden. An seinem Westende setzt der Wall rund drei Meter vor der Geländekante aus, möglicherweise befand sich dort der frühere Zugang zum inneren Befestigungsbereich.
Die leicht zur Spornspitze hin abfallende Innenfläche der Anlage maß rund 240 × 40 Meter.